# デワ19
デワ19（インドネシア語: Dewa 19）はインドネシアのロック・バンド。東ジャワ州の州都スラバヤで結成された。
1992年に初のアルバム「Dewa 19」を発表。過去に在籍していたアリ・ラッソは後に単独の歌手となっている。ワーナー・ミュージック・インドネシアが2002年に発表したコンピレーション・アルバム「クリア・トップ10アルバム」に彼のポップ・ロック曲、「Misteri Illahi」が収録されている。

## ディスコグラフィー

### スタジオ・アルバム
- Dewa 19 (1992)
- Format Masa Depan (1994)
- Terbaik Terbaik (1995)
- Pandawa Lima (1997)
- Bintang Lima (2000)
- Cintailah Cinta (2002)
- Laskar Cinta (2004)
- Republik Cinta (2006)

### コンピレーション・アルバム
- The Best Of Dewa 19 (1999)
- Kerajaan Cinta (2007)
- The Best Of Republik Cinta Artists Vol. 1 (2008)
- The Best of Republik Cinta Vol. 2 (2009)
- The Greatest Hits Remastered (2013)
- The 2000's Greatest (2016)

### ライヴ・アルバム
- Atas Nama Cinta I & II (2004)
- Dewa Live in Japan (Limited Edition) (2005)

## 写真
|  |  |  |  |